# Lesothische Davis-Cup-Mannschaft
Die lesothische Davis-Cup-Mannschaft ist die Tennisnationalmannschaft Lesothos, die das Königreich im Davis Cup vertritt.

## Geschichte
Lesotho nahm 2000 erstmals am Davis Cup teil. Nach einem Sieg (gegen Dschibuti) und drei Niederlagen im ersten Jahr (4 gewonnene gegen 8 verlorene Matches) gewann die Mannschaft 2001 wiederum eine Begegnung (gegen den Sudan), diesmal jedoch bei vier Niederlagen (5:10 Matches). Beide Jahre spielte Lesotho in Europa/Afrika Zone Gruppe IV. Die Teilnahme im Jahre 2001 war die bisher letzte am Davis-Cup-Wettbewerb.
Erfolgreichster Spieler bisher war Mabusetsa Siimane mit 4 Siegen und 2 Niederlagen. Rekordspieler ist Ntsane Moeletsi mit 10 Matches (2 Siege, 8 Niederlagen) während neun Begegnungen in zwei Jahren. Er ist der einzige Spieler, der in beiden Jahren für sein Land antrat.